# 仁尾町
仁尾町（におちょう）は、香川県三豊市に存在する地区。また、かつて、香川県三豊郡にあった町。この記事では自治体時代の仁尾町、現在の三豊市仁尾地区（仁尾支所管内）の両方について記述する。世界初の太陽熱発電の実験（サンシャイン計画）が行われた。ミカン、ビワなど農業が盛んである。

## 地理
香川県の西部に位置し、燧灘に面している。気候は瀬戸内海式気候で温暖である。西日本最大級のマリーナを有している。
仁尾港の沖合いに蔦島、小蔦島が浮かんでいる。

## 歴史
- 古くは「仁保村」と記した史料もある。
- 戦国時代、仁尾城（仁保城とも / 城主には細川土佐守頼弘ほか諸説あり）が、落城した日が陰暦3月3日であったことから、仁尾町の一部では、雛祭りは行われず、八朔の日に雛人形がともに飾られる。
- 1890年2月15日 - 町村制施行により三野郡仁尾村、家浦が合併して、仁尾村（におむら）が誕生。
- 1899年3月16日 - 三野郡が豊田郡と合併し、三豊郡となる。
- 1924年4月1日 - 町制施行し、仁尾町となる。
- 2006年1月1日 - 周辺の6町と合併し、三豊市となる。

## 経済
農業
『大日本篤農家名鑑』によれば仁尾村の篤農家は、「塩田保治郎、曽根仙太郎、安藤岩吉、真鍋友吉、中井音吉、浅野道正、藤木正巳、真鍋常吉」などである。
工業
1981年 太陽熱発電の試験運転及び仁尾太陽博が開催され一大太陽光ブームが起きたが、当時は実用化にはいたらなかった。

## 姉妹都市
- ワウパカ市（アメリカ合衆国ウィスコンシン州）1997年1月28日に姉妹都市提携

## 教育

### 学校教育

#### 保育所
- 仁尾保育所

#### 幼稚園
- 平石幼稚園

#### 小学校
- 市立仁尾小学校
- 市立曽保小学校

#### 中学校
- 市立仁尾中学校

### 社会教育

#### 図書館
- 市立仁尾図書館

## 交通

### バス
- 三豊市コミュニティバス

### 渡船
- 仁尾港 - 蔦島

## 観光・旧跡
- 父母ヶ浜
- 仁尾マリーナ
- 蔦島
- 岩屋妙見宮
- みかんの里
- 仁尾八朔人形祭り
- 菊池寛の母の生家碑

## 出身人物

### 政治・経済
- 塩田正太郎（実業家、政治家） - 香川県会議員、仁尾町長、仁尾塩田取締役などを務めた。
- 先代塩田忠左衛門（実業家、香川県多額納税者、大地主、政治家、資産家）[2] - 仁尾村長、衆議院議員などを務めた。
- 塩田忠左衛門（農業、実業家、香川県多額納税者、政治家） - 仁尾塩田社長、仁尾町長などを務めた。
- 浪越鷹太郎（農業、実業家、香川県多額納税者[3]） - 農業を営み、南海舎密工業社長、仁尾塩田専務取締役、讃岐米肥料取締役などを務めた[3]。妻・マサは大地主鳥取治郎八の長女。鳥取治郎八の曽孫は高円宮憲仁親王妃久子である。

### 法曹
- 塩田末平（検察官、弁護士）

### 文化
- 塩田遊圃（画家）[4] - 1851年正月生まれ[4]。通称は又兵衛[4]。画を大西雪渓に学んだ[4]。